# Paul Young (cantante)
Paul Antony Young (Luton, 17 gennaio 1956) è un cantante britannico di musica pop rock e, soprattutto, soul, più correttamente nelle sue varianti occidentali note come white soul e blue-eyed soul, con una spiccata propensione per brani disco ballabili e romantiche ballate sentimentali.
La vocalità di molti brani è caratterizzata, inoltre, da un ampio uso del falsetto, in particolare all'inizio della carriera solista, nel periodo 1983-1986, particolarità poi quasi del tutto perduta per un grave problema alle corde vocali.
Prima di iniziare la carriera solista nel 1983, Young fu anche chitarrista e bassista e ha collaborato con i gruppi musicali Kat Kool & The Kool Kats e Streetband. Ha inoltre fatto parte dei più noti Q-Tips, di cui è stato a lungo il cantante solista.

## Biografia

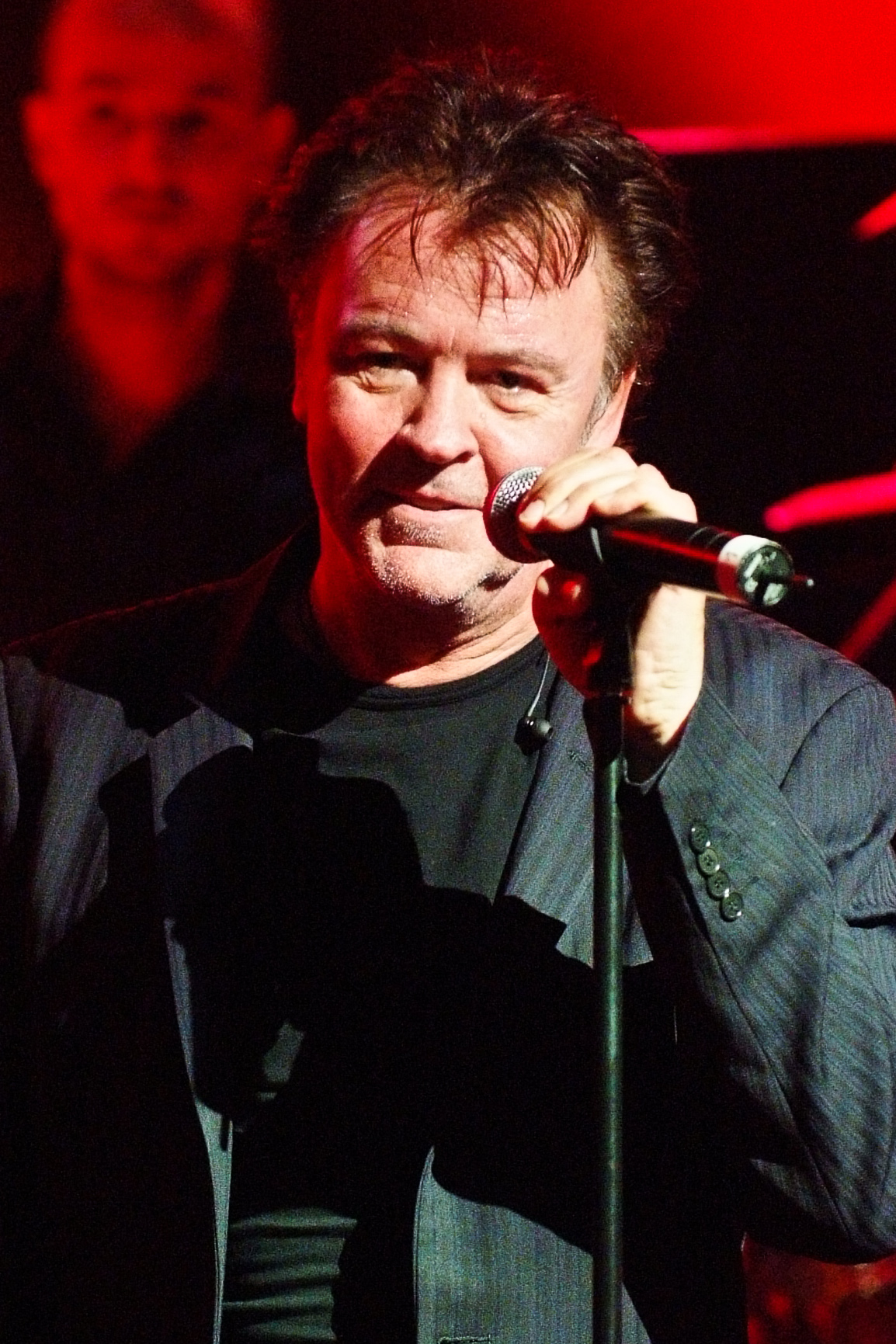
Paul Young nel 2009 a Kiel

### Gli inizi
Young è nato a Luton, in Inghilterra. Ha un fratello maggiore, Mark, e una sorella minore, Joanne. Finita la scuola, la Ashcroft High School di Luton, ha iniziato a lavorare nella fabbrica della Vauxhall Motors, periodo in cui suonava il basso e la chitarra in diversi gruppi musicali. La primissima band di cui è diventato il cantante solista si chiamava Kat Kool & The Kool Kats. Negli anni settanta Young è entrato nel gruppo Streetband, con cui ha ottenuto un successo nella Top 20 britannica grazie a una traccia esilarante, intitolata Toast, raggiungendo la posizione 18 nel 1978.
Nel dicembre del 1979, la Streetband si è sciolta e Young ha formato i Q-Tips, che hanno conquistato una certa fama come live band, ma senza alcun successo di classifica nel Regno Unito, tuttavia il singolo Letter Song diventerà un successo minore nell'Europa continentale.

### Il successo
Dopo lo scioglimento dei Q-Tips nel 1982, Young ha firmato un contratto con la CBS come solista. I suoi primi due singoli, Iron Out the Rough Spots e un remake di Love of the Common People, non hanno avuto successo, ma il terzo, una cover del classico di Marvin Gaye intitolato Wherever I Lay My Hat (That's My Home), è diventato numero 1 in Gran Bretagna, dove è rimasto per tre settimane, nell'estate del 1983; sarà il primo di 14 singoli a entrare nel Top 40 britannico.
Simile successo è stato ottenuto dall'artista in tutta Europa. Nella madrepatria, il secondo singolo, Come Back and Stay, ha raggiunto il numero 4, mentre una ristampa di Love of the Common People è arrivata fino al numero 2. L'album di debutto, No Parlez, ha ottenuto il disco di platino in diversi paesi.
Nel febbraio del 1984 ha partecipato come ospite al Festival di Sanremo dove ha cantato Love of the Common People, brano che ha raggiunto la vetta della Hit Parade italiana. Nello stesso anno ha preso parte al progetto Band Aid e cantato la prima strofa del singolo Do they know it's Christmas?. Il momento d'oro del cantante è stato confermato dal successo del secondo album The Secret of Association, numero uno nella classifica UK e nella Top 20 di quella statunitense grazie soprattutto alla cover di Every Time You Go Away di Daryl Hall and John Oates. Nel 1985 ha partecipato al concerto Live Ad nello stadio di Wembley. In questo periodo sono iniziati però per lui i problemi alla gola e alle corde vocali che lo costringeranno a numerose interruzioni della sua carriera.
Nel 1991 ha collaborato con Zucchero per la versione inglese di Senza una donna (Without a Woman) che raggiungerà la seconda posizione in Germania e la quarta nella classifica britannica.

## Vita privata
Paul Young ha incontrato la sua prima moglie, la modella Stacey Smith, sul set della versione britannica del videoclip di Come Back and Stay, nel 1983. Nel maggio del 2006 la coppia ha annunciato la separazione, ma i due non divorzieranno mai. Paul Young e Stacey hanno messo al mondo tre figli: due femmine, Levi (nata nel 1987) e Layla (nata nell'agosto del 1994 e presente nel video del singolo Latch dei Disclosure), e un maschio, Grady-Cole (nato a gennaio del 1996). Nel 2018 Stacey è morta per un tumore al cervello che le era stato diagnosticato due anni prima. Nel 2024 il cantante ha sposato Lorna, sua compagna da qualche anno. 

## Discografia

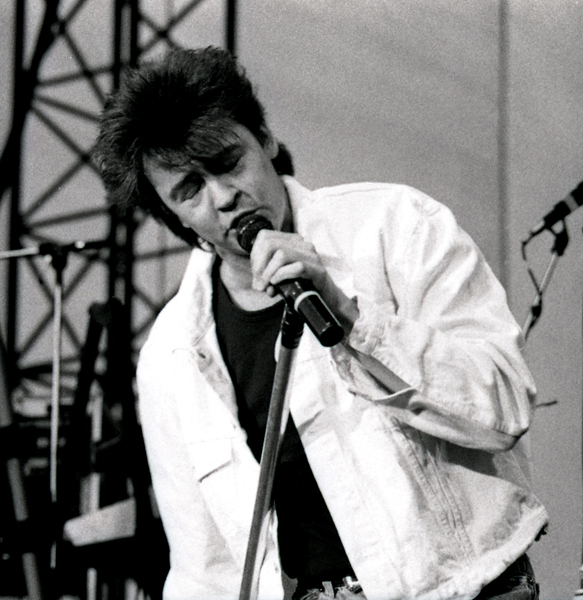
Paul Young fotografato da Zoran Veselinovic nel 1987

### Album e raccolte
- 1983 - No Parlez (USA #79, UK #1, Germania #1 per 11 settimane consecutive)(CBS)
- 1985 - The Secret of Association (USA #19, UK #1, Germania #6)(CBS)
- 1986 - Between Two Fires (USA #77, UK #4)(CBS)
- 1990 - Other Voices (USA #142, UK #4)(CBS)
- 1990 - From Time to Time - The Singles Collection (UK #1)(CBS)
- 1993 - The Crossing (UK #27, Germania #85)
- 1997 - Paul Young (UK #39)
- 2003 - The Essential Paul Young (UK #27)
- 2006 - Rock Swings - On the Wild Side of Swing (Germania #89)
- 2016     -    Good Thing
- 2023      - Behind The Lens

### Singoli
- 1983 - Wherever I Lay My Hat (That's My Home) (#1 UK, #70 USA)
- 1983 - Come Back and Stay (#4 UK, #22 USA (1984), #1 Germania per 7 settimane consecutive)
- 1983 - Love of the Common People (#2 UK (ristampa), #45 USA (1984), #5 Germania)
- 1984 - Love Will Tear Us Apart (#40 Germania)
- 1984 - I'm Gonna Tear Your Playhouse Down (#9 UK, #13 USA (1985), #41 Germania)
- 1984 - Everything Must Change (#9 UK, #56 USA, #28 Germania)
- 1985 - Everytime You Go Away (#4 UK, #1 USA, #40 Germania)
- 1985 - Tomb of Memories (#16 UK)
- 1986 - Wonderland (#24 UK)
- 1986 - Some People (#56 UK, #65 USA)
- 1987 - Why Does a Man Have to Be Strong? (#63 UK)
- 1990 - Softly Whispering I Love You (#21 UK)
- 1990 - Oh Girl (#25 UK, #8 USA)
- 1990 - Heaven Can Wait (#71 UK)
- 1991 - Calling You (#57 UK)
- 1991 - Senza una donna (Without a Woman) Zucchero featuring Paul Young (#4 UK, #2 Germania)
- 1991 - Both Sides Now Clannad & Paul Young (#74 UK)
- 1991 - Don't Dream It's Over (#20 UK, #71 Germania)
- 1992 - What Becomes of the Brokenhearted (#22 USA)
- 1993 - Now I Know What Made Otis Blue (#14 UK, #51 Germania)
- 1993 - Hope in a Hopeless World (#42 UK, #51 Germania)
- 1994 - It Will Be You (#34 UK)
- 1997 - I Wish You Love (#33 UK, #84 Germania)
- 1997 - Ball & Chain (#92 Germania)
- 2013 - Everytime You Go Away/Clique (feat. Davide Accareddu)

### Altri lavori
- Ha contribuito all'album del musicista greco Vangelis Voices, nel 1995.
- Ha cantato l'inno nazionale britannico God Save the Queen, la vigilia della semifinale Inghilterra-Germania, per gli Europei di calcio del 1996.
- Ha cantato in Do They Know It's Christmas? del supergruppo britannico Band Aid originale, creato da Bob Geldof e Midge Ure nel 1984.